# خرشنة بنغالية

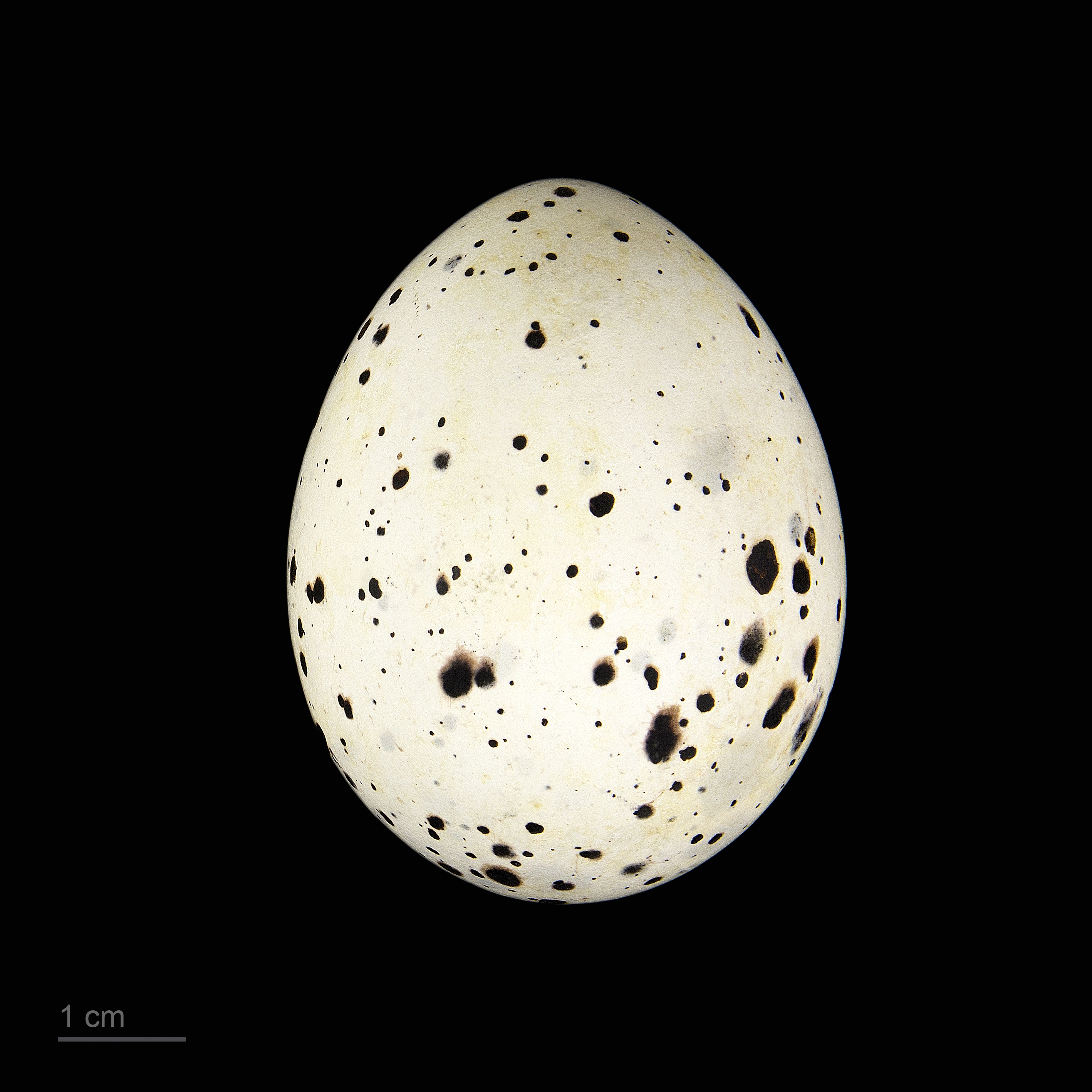
Thalasseus bengalensis

خرشنة بنغالية أو خرشنة متوجة أو أبو قُشَش (الاسم العلمي:Sterna bengalensis) (بالإنجليزية: Lesser Crested Tern)‏ هو نوع من الطيور يتبع جنس الخرشنة من الفصيلة النورسية.